# Charlestown (Irland)
Charlestown (irisch Baile Chathail) ist ein Ort im County Mayo im Westen der Republik Irland.
Charlestown liegt weit im Osten von Mayo, fast auf der Grenze zum County Sligo und wenige Kilometer vom County Roscommon entfernt. Es wurde Mitte des 19. Jahrhunderts direkt an das im County Sligo gelegene Bellaghy angrenzend erbaut; da die Initiative dazu von dem Stadtplaner eines Viscount Dillon ausging, hieß der Ort ursprünglich auf Englisch Newtown-Dillon. Beim Census 2022 lebten in Charlestown und Bellaghy zusammen 1172 Personen.
Die Bekanntheit von Charlestown rührt vor allem daher, dass die kleine Stadt am Kreuzungspunkt zweier Nationalstraßen erster Ordnung liegt: Die von Ost nach West verlaufende N5 von Longford (in Verlängerung der N4 aus Dublin) nach Castlebar / Westport ins zentrale Mayo kreuzt sich mit der von Norden nach Süden verlaufenden N17 von Sligo Town nach Galway City. Bis zur Eröffnung eines Bypasses im Zuge der N5 Ende 2007 führte das zu ständigen Verkehrsstaus im Ort; die viel befahrene N17 durchquert Charlestown hingegen weiterhin.
An den Schienenverkehr in Irland war das Städtchen ab 1895 angeschlossen. Die Strecke wurde aber 1963 für den Personenverkehr und 1975 endgültig stillgelegt. 5,6 km südlich von Charlestown an der N17 liegt jedoch der Flughafen Knock. Der nächstgelegene etwas größere Ort ist Swinford in westlicher Richtung im Zuge der N5.

## Persönlichkeiten
- Joseph Cassidy (1933–2013), Erzbischof von Tuam